# Osaka Shion Wind Orchestra
Osaka Shion Wind Orchestra（オオサカ・シオン・ウインド・オーケストラ）は、日本のプロ吹奏楽団。略称はShion（しおん）。2015年3月16日に大阪市音楽団（おおさかしおんがくだん、通称：市音（しおん））から名称変更した。
2014年4月から一般社団法人 大阪市音楽団、2018年4月からは公益社団法人 大阪市音楽団により運営されている。

## 概要
大日本帝国陸軍第4師団軍楽隊を前身として、1923年（大正12年）に誕生した日本で最も長い歴史と伝統を誇る交響吹奏楽団である。2014年、一般社団法人による運営に移行（詳細後述）しプロの交響吹奏楽団となる。東京佼成ウインドオーケストラ、シエナ・ウインド・オーケストラと並ぶ、国内トップレベルの吹奏楽団との評価もある。
永きにわたって、大阪市が市の直営事業（大阪市教育委員会事務局生涯学習部所轄）として運営しており、日本で唯一地方自治体が所管する専門吹奏楽団として知られていた。市直営時代は団員全員が「音楽士」の肩書きを持つ大阪市の専門職員（地方公務員）として採用され、公務として演奏活動に従事していた。主な活動は大阪市の公式行事での演奏の他、定期演奏会、市内の園児・児童を対象とした鑑賞会での演奏を行っている。また、外部からの依頼演奏として、選抜高等学校野球大会入場行進曲の録音（出場校に記念品として配布されるCD音源の作成）、全日本吹奏楽コンクール課題曲音源（参考演奏）の録音・録画、大相撲春場所千秋楽での式典演奏を請け負うほか、大阪市立中学校、高等学校および特別支援学校（中等部・高等部）を対象とした吹奏楽部の指導、自主制作CD「ニュー・ウィンド・レパートリー」の発売などを行い、吹奏楽の裾野の拡大に努めている。
団員の給与を含めた団の運営費の大半が大阪市からの支出であったことから、市政改革の一環として楽団の存廃が取り沙汰され、2014年4月からは社団法人に運営が移管された（詳細後述）。社団法人移管後も従前の活動の多くを継続している。

## 歴史

### 第4師団軍楽隊
- 1888年2月28日 大阪鎮台に第三軍楽隊の配属が決定。
- 1888年3月6日 楽長以下51人編成の軍楽隊が着任。
- 1888年 軍制の改編により大阪鎮台は廃止され、第4師団となる。
- 1923年3月25日 山梨軍縮により第4師団軍楽隊廃隊。天王寺公園内にあった奏楽堂にて告別演奏会を行う。

### 大阪市音楽隊
- 1923年6月1日 第4師団軍楽隊の元隊員有志により「大阪市音楽隊」として創立。当時は会員制として運営し、大阪市の支出する補助金と演奏依頼による収入により経営していた。
- 1934年4月1日 大阪市直営となり、隊員は全員大阪市職員となる。

### 大阪市音楽団
- 1946年6月22日 「大阪市音楽団」に改称。
- 1950年 天王寺公園内にあった天王寺音楽堂にて毎年恒例の「たそがれコンサート」を開始。
- 1962年 選抜高等学校野球大会入場行進曲のレコーディングを担当（以後現在に至る）。
- 1970年 日本万国博覧会にエキスポバンドとして出演。
- 1981年 同年の「たそがれコンサート」を最後に天王寺音楽堂が老朽化のため閉鎖。
- 1982年 天王寺音楽堂の後継施設となる大阪城音楽堂が大阪城公園内に開館。
- 1993年 「第4回日本吹奏楽アカデミー賞・演奏部門賞」受賞。
- 1995年 第7回世界吹奏楽大会(世界吹奏楽協会,WASBE)に出演[10]。
- 1999年 全日本吹奏楽コンクール課題曲参考音源のCD録音を担当。以降、東京佼成ウインドオーケストラと2年おきに行っている（全日本吹奏楽コンクール課題曲音源の項を参照）。
- 2010年 アーティスティック・ディレクターに宮川彬良が就任。 同年、第100回定期演奏会において大阪市長（当時）の平松邦夫が大阪市歌を指揮。
- 2014年 一般社団法人による運営に移行（詳細後述）。宮川彬良が音楽監督に就任、芸術顧問として秋山和慶を招聘。

### Osaka Shion Wind Orchestra
- 2015年 楽団名を「Osaka Shion Wind Orchestra」（オオサカ・シオン・ウインド・オーケストラ）に改称。「大阪市音楽団」の名称は運営法人が引き継ぐ。
- 2017年 西村友が正指揮者に就任（2020年まで）。
- 2018年 運営法人が公益社団法人に移行。

## 隊長・団長
2代目の勝部までは「隊長」、以降は「団長」。6代目の龍城から11代目の延原（2014年3月まで）まで音楽監督を兼務している。
- 初代：林亘（1923年 - 1945年）
- 2代：勝部藤五郎（1945年 - 1947年）
- 3代：辻井市太郎（1947年 - 1978年）
- 4代：永野慶作（1978年 - 1985年）
- 5代：木村吉宏（1985年 - 1998年）※1998年4月 - 2002年3月：名誉指揮者
- 6代：龍城弘人（1998年 - 2001年）
- 7代：辻野宏一（2001年 - 2005年）
- 8代：竹原明（2005年 - 2008年）
- 9代：島貫利博（2008年 - 2012年3月）
- 10代：辻浩二（2012年4月1日 - 2013年3月31日）
- 11代：延原弘明（2013年4月1日 - 2015年3月15日）※一般社団法人の代表理事を兼任
- 12代：田中弘（2015年3月16日[11] - 2016年）
- 13代：三宅孝典（2016年 - 2018年）
- 14代：石井徹哉（2018年 - ）※公益社団法人の理事長を兼任

## 指揮者
- 金洪才（首席指揮者：1991年 - 1994年）
- ハインツ・フリーセン（オランダ語版）（首席指揮者：1995年 - 1998年）
- 堤俊作（芸術顧問・首席指揮者：1998年 - 2002年）
- 渡邊一正（首席客演指揮者：2001年 - 2002年）
- 秋山和慶（特別指揮者・芸術顧問：2003年 - ／芸術顧問：2013年 - ／名誉芸術顧問：2025年 - ）
- 小松一彦（首席客演指揮者：2007年 - 2013年）
- 宮川彬良（アーティスティック・ディレクター：2010年 - 2013年／音楽監督：2014年 - ）
- 西村友（正指揮者：2017年 - 2020年）
- ダグラス・ボストック（首席客演指揮者：2024年 - ）

### 宮川彬良と大阪市音楽団
2010年にアーティスティック・ディレクターに就任した宮川彬良とは、1997年になみはや国体で用いられた楽曲「メドレーマーチ“Oh!Namihaya”」「グランドオペラなみはやの夢」を手掛けたことから交流が生まれ、2006年からは全曲が宮川彬良のオリジナル曲と彼のアレンジによるブラスエンターテイメントショー「宮川彬良&大阪市音楽Dahhhhn!」を開催している。
2007年6月24日・7月1日には宮川と共にテレビ朝日系の音楽番組『題名のない音楽会21』に「宮川彬良&大阪市音楽Dahhhhn!」として出演、司会の久保田直子（テレビ朝日アナウンサー）曰く「人を楽しませる明るさ溢れる」演奏を披露した。ちなみに、「宮川彬良&大阪市音楽Dahhhhn!」の“吹いて踊れる”（演奏しながら大げさな動きを付ける）という演奏スタイルは、このときの番組スタッフ側からの提案がきっかけであったことが、2012年10月14日・21日に『題名のない音楽会』に再度出演した際にエピソードとして語られている。
宮川は2014年の民営化に合わせて音楽監督に就任した。

## 存廃問題と社団法人への移管
前述の通り大阪市音楽団は大阪市が直営事業として運営していた音楽団であり、人件費や赤字分を大阪市が公費から支出していた。大阪市の平成22年度決算によれば、人件費を除いた楽団運営のための歳出額約9,100万円のうち、入場料収入などで補えるのは約4,800万円で、差額の4,300万円と団員44人分の人件費約3億8,700万円を加えた約4億3,000万円を大阪市が負担していたという（ただし、これについては、大阪市音楽団条例（昭和25年4月1日条例第33号）および大阪市音楽団規則（昭和32年4月1日大阪市教育委員会規則第4号）により音楽団の活動に大阪市教育委員会の承認が必要であることに加え、出演料が最大でも1回あたり1時間63,000円・2時間94,500円という、40人規模のプロの楽団としては異例の破格値に抑えられていたという事情もある）。
このような状況を受け、大阪市の橋下徹市長は、2012年1月19日の大阪市議会決算特別委員会で、「（大阪市が音楽団を）直に抱えていく必要はない」と発言、直営方式を見直す方針を表明する。また、その翌日、報道陣に対し「（大阪市音楽団のあり方について）一から考える。存続の結論ありきでは考えない」と発言、楽団解散の可能性をも示唆した。これを受けて、大阪市は同年4月5日に発表した市の施策・事業の見直し試案で、大阪市音楽団を2013年度に廃止する方針を明らかにした 。この試案では楽団員（音楽士）の処遇について「配置転換先を検討する必要がある」との内容が示されていたが、同日行われた橋下市長の記者会見では「（専門職である音楽士が）単純に事務職に配置転換するのは、これからの時代、通用しない。仕事がないなら、分限（免職）だ」「分限（免職）になる前に自分たちでお客さんを探し、メシを食っていけばいい」と発言し、楽団が市直営事業でなくなった場合には楽団員（音楽士）を配置転換せず、地方公務員法第28条第4項（「職制若しくは定数の改廃又は予算の減少により廃職又は過員を生じた場合」による職員の降格または免職）を適用して分限免職としたい意向を表明した。
市側の楽団解散の意向について、楽団側は「経営の視点だけで見直されると、存続は難しい」と困惑した。前田憲男、ボブ佐久間、宮川彬良の3人は、人件費を含めた楽団の運営費約4億円について「40数人の団員を維持していくには驚くほど安い金額」と指摘、「これほど実力ある音楽団が大阪にあることを行政や市民は分かっていないのではないか。一度つぶれたら、あの豊かな音は戻らない。残しておかなければ後で大変なことになる」と楽団の存続を訴えた。音楽団の存廃問題を受け、2012年5月5日には宮川彬良と大阪市音楽団「友の会」との共同主催によりコンサート「Go!Go!市音! 大阪市音をほめる会」が約3,000人の観客を集めて大阪城音楽堂で開催された。当日は指揮者の佐渡裕や大阪府立淀川工科高等学校吹奏楽部顧問・名誉教諭の丸谷明夫がスペシャルゲストとして応援に駆け付け、大阪市音楽団との共演時のエピソードや80年以上にわたる大きな社会貢献度などを市民に訴えた。このコンサートは大阪市民からの寄付金と宮川の出資によって実現し、入場無料、楽員たちは全員有志による出演として、公費を一切使わずに開催された。
2012年7月27日の大阪市会本会議において「市政改革プラン」策定を前提とした補正予算（本格予算）案が原案どおり可決したことにより、大阪市の音楽団事業及び音楽堂貸し出し事業を平成26年度から行わないこと（市事業としては平成25年度末で廃止）が事実上決定した。同年10月2日に開催された「Go!Go!市音! 大阪市音をほめる会 vol.2」の中で辻浩二団長から、2014年（平成26年）4月からの一般財団法人への運営移管を念頭に置きつつ、池末浩規大阪市特別参与や外部の有識者の意見を聞きながら「音楽団事業の市場価値の算定（マーケティングリサーチ）」「最適な運営形態」について検討準備を進めていき、2012年末頃をめどに一般社団法人設立のための準備委員会を設立する予定であることが報告された。
2013年11月29日の大阪市会本会議において、「大阪市音楽団条例を廃止する条例案」が可決成立、2014年3月末日をもって市直営楽団としての廃止が正式決定した。2013年12月2日には受け皿となる「一般社団法人大阪市音楽団」が設立され、2014年4月以後の運営を引き継いだ。事業内容は市直営時代のものをおおむね引き継ぐ計画としつつ、収入源として賛助会員制度を導入し、演奏者自身も団のマネジメント業務に携わるとしている。
一般社団法人への移行にあわせ、活動拠点も大阪城音楽堂（大阪城公園内、中央区）からアジア太平洋トレードセンター（ATC、住之江区）ITM棟2階に新設された「市音なぎさのホール」に移った。2017年7月18日に事務局をITM棟12階に移し、なぎさのホールは閉館した。
2018年4月1日、一般社団法人から公益社団法人に移行した。また、Shion と同じく市事業から移管して同日発足した大阪市高速電気軌道（Osaka Metro、旧・大阪市交通局）とパートナーシップ提携を行い、8月1日に事務局をOsaka Metro 緑木検車場（住之江区）に隣接する緑木倉庫事務所内に移した。
社団法人への移管にあたり、大阪市は当初3年に限り「寄付金」の形で運営資金を助成するとした。その後、市は2018年度から3年をめどに財政支援を復活している。